# Joan Vohs
Joan Vohs (* 30. Juli 1927 in St. Albans, Queens, New York; † 4. Juni 2001 in Tarzana, Kalifornien) war eine US-amerikanische Schauspielerin und Model.

## Leben
Vohs war die älteste von drei Töchtern von William Vohs. Bevor sie Schauspielerin wurde, war sie Mitglied bei der Showtanztruppe The Rockettes und trat in der Tanztruppe von Agnes de Mille auf. Bereits mit 16 Jahren modelte sie für den damals prominenten Modedesigner Harry Connover.
Erste Schauspielrollen hatte sie beim Theater. Ab 1949 war Vohs in verschiedenen Hollywood-Produktionen zu sehen. Eine ihrer ersten im Abspann erwähnten Rollen hatte sie in Lew Landers Film Girls School, der von Columbia Pictures produziert wurde. Ihr heute wahrscheinlich bekanntester Film ist Sabrina von Billy Wilder, in dem sie in einer Nebenrolle zu Filmanfang mit William Holdens Figur einen Flirt hat. Während sie in größeren Filmproduktionen nie wirklich über Nebenrollen hinauskam, war sie in B-Filmen auch in weiblichen Hauptrollen zu sehen – so auch Sumpf des Unheils von 1957, der bereits den letzten Filmauftritt der damals gerade 30-jährigen Vohs darstellte. Bis zu ihrem endgültigen Karriereende 1969 erfolgten noch zahlreiche Fernsehrollen in beliebten Fernsehserien wie Perry Mason, Maverick und Hawaiian Eye. Von Mitte der 1960er-Jahre bis 1969 hatte sie wiederkehrende Nebenrollen in den Serien Meine drei Söhne und Lieber Onkel Bill.
Gelegentlich war Vohs in den 1950er-Jahren Gastgeberin bei Faith of Our Children, einer christlichen Fernsehsendung für Kinder. Sie war auch Lehrerin an einer Sonntagsschule.
Vohs heiratete 1952 John Stephens, die Ehe hielt bis zu ihrem Tod. Sie hatten einen Sohn, William, und eine Tochter namens Laurie. Vohs starb im Juni 2001 im kalifornischen Tarzana mit 73 Jahren an Herzversagen.

## Filmografie
- 1949: Mein Traum bist Du (My Dream Is Yours)
- 1949: Venus am Strand (The Girl from Jones Beach)
- 1949: Ein tolles Gefühl (It’s a Great Feeling)
- 1949: Yes Sir, That’s My Baby
- 1949: Die sündige Stadt (The Inspector General)
- 1950: Dangerous Inheritance
- 1950: Girls’ School
- 1950: County Fair
- 1951: Königliche Hochzeit (Royal Wedding)
- 1951: As You Were
- 1951: In all meinen Träumen bist Du (I’ll See You In My Dreams)
- 1953: The Girl in Room 17
- 1953: Fort Ti
- 1953: Sittenpolizei (Vice Squad)
- 1953: Crazylegs
- 1954: Sabrina
- 1954: Narbengesicht (Cry Vengeance)
- 1955: Fort Yuma
- 1956: Terror (Terror at Midnight)
- 1957: Sumpf des Verbrechens (Lure of the Swamp)